# Os Princípios da Guerra
.

Batalha de Inkerman, Guerra da Criméia, por David Rowlands (1854)

"Os princípios da Guerra" (em francês : "Les Principes de la Guerre") é um livro do marechal Ferdinand Foch, de 1903, que reúne uma coletânea de conferências pronunciadas na Escola Superior de Guerra, em Paris. A obra já teve mais de dez reedições, em França.
.

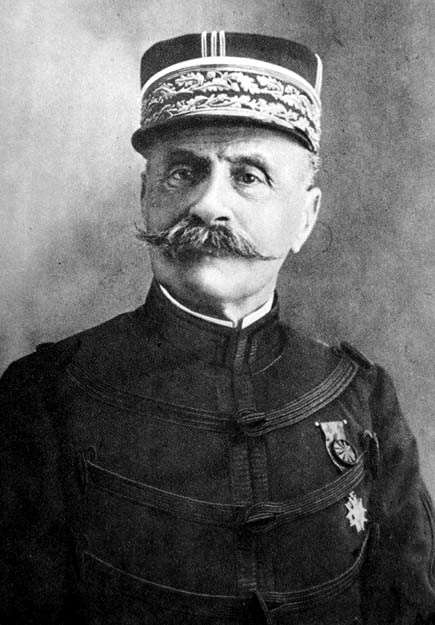
Ferdinand Foch

Este livro traduz o pensamento militar de Foch, em torno de sua ideia central: "Aprender a pensar" , sendo um dos fundamentos essenciais do pensamento militar, juntamente com: “A Arte da Guerra”, de Sun Tzu; ; “Da Guerra” de  Carl von Clausewitz; “O Resumo da Arte da Guerra” , do Barão Antoine-Henri Jomini
e “Estratégia” , de Basil Liddell Hart. Seus princípios ainda são a base não só d doutrina militar francesa, mas de todo o Ocidente. Trata-se de obra indispensável a quem  se interesse pela arte militar.[parcial?]